# Calcaxonia
Die Calcaxonia waren eine Unterordnung der Octocorallia. Sie zählen zu den gorgonienartigen Korallen. Neueren Forschungen zufolge sind sie lediglich ein informelle Gruppe und haben keine taxonomische Bedeutung mehr.

## Merkmale
Ihr flexibles, hornartiges Achsenskelett (Medulla) besteht aus Einzelfasern von Gorgonin, zwischen denen Aragonit oder Calcit eingelagert ist. Auch das Innere der Medulla ist mit Kalk gefüllt. Teilweise weist das zentrale Achsenskelett (Medulla) knotenartige, stark kalkhaltige Verdickungen auf (Internodien), die sich im Aufbau der Medulla mit flexiblen, gorgoninhaltigen Teilen (Nodien) abwechseln. Die Medulla wird vom Coenenchym bedeckt, aus dem die achtstrahligen Polypen wachsen. 

## Lebensweise
Die meisten Calcaxonia ernähren sich von kleinstem Plankton, nur in den Familien Ifalukellidae und Isididae gibt es einige Arten, die in Symbiose mit Zooxanthellen leben, und von diesen einen großen Teil ihrer Nährstoffe beziehen.

## Familien
- Familie Chrysogorgiidae Verrill, 1883
  - Gattung Chalcogorgia Bayer, 1949
  - Gattung Chrysogorgia Duchassaing and Michelotti, 1864
  - Gattung Distichogorgia Bayer, 1979
  - Gattung Iridogorgia Verrill, 1883
  - Gattung Isidoides Nutting, 1910
  - Gattung Metallogorgia Versluys, 1902
  - Gattung Pleurogorgia Versluys, 1902
  - Gattung Lepidogorgia Verrill, 1884
  - Gattung Radicipes Stearns, 1883
  - Gattung Rhodaniridogorgia Watling, 2007
  - Gattung Simpsonella Stiasny, 1940[2]
  - Gattung Stephanogorgia Bayer & Muzik, 1976
  - Gattung Xenogorgia Bayer & Muzik, 1976
- Familie Dendrobrachiidae Brook, 1889
  - Gattung Dendrobrachia Brook, 1889
- Familie Ifalukellidae Bayer, 1955
  - Gattung Ifalukella Bayer, 1955
  - Gattung Plumigorgia Nutting, 1910
- Familie Isididae Lamouroux, 1812
  - Gattung Acanella Gray, 1870
  - Gattung Acanthoisis Wright & Studer, 1887
  - Gattung Annisis Alderslade, 1998
  - Gattung Caribisis Bayer & Stefani, 1987
  - Gattung Chathamisis Grant, 1976
  - Gattung Chelidonisis Studer, 1890
  - Gattung Circinisis Grant, 1976
  - Gattung Echinisis Thomson & Rennet, 1932
  - Gattung Florectisis Alderslade, 1998
  - Gattung Gorgonisis Alderslade, 1998
  - Gattung Iotisis Alderslade, 1998
  - Gattung Isidella Gray, 1857
  - Gattung Isis Linnaeus, 1758
  - Gattung Jasminisis Alderslade, 1998
  - Gattung Keratoisis Wright, 1869
  - Gattung Ktenosquamisis Alderslade, 1998
  - Gattung Lepidisis Verrill, 1883
  - Gattung Lissopholidisis Alderslade, 1998
  - Gattung Minuisis Grant, 1976
  - Gattung Moltkia Steenstrup & Forchammer, 1846
  - Gattung Mopsea Lamouroux, 1816
  - Gattung Muricellisis Kuekenthal, 1915
  - Gattung Myriozoisis Alderslade, 1998
  - Gattung Notisis Gravier, 1913
  - Gattung Oparinisis Alderslade, 1998
  - Gattung Orstomisis Bayer, 1990
  - Gattung Pangolinisis Alderslade, 1998
  - Gattung Paracanthoisis Alderslade, 1998
  - Gattung Peltastisis Nutting, 1910
  - Gattung Plexipomisis Alderslade, 1998
  - Gattung Primnoisis Studer & Wright, 1887
  - Gattung Pteronisis Alderslade, 1998
  - Gattung Sphaerokodisis Alderslade, 1998
  - Gattung Stenisis Bayer & Stefani, 1987
  - Gattung Tenuisis Bayer & Stefani, 1987
  - Gattung Tethrisis Alderslade, 1998
- Familie Primnoidae Gray, 1857
  - Gattung Acanthoprimnoa Cairns & Bayer, 2004
  - Gattung Aglaoprimnoa Bayer, 1996
  - Gattung Ainigmaptilon Dean, 1926
  - Gattung Amphilaphis Studer & Wright, 1887
  - Gattung Armadillogorgia Bayer, 1980
  - Gattung Arntzia López-González, Gili & Orejas, 2002
  - Gattung Arthrogorgia Kükenthal, 1908
  - Gattung Ascolepsis Thomson & Rennet, 1931
  - Gattung Australisis Bayer & Stefani, 1987
  - Gattung Australogorgia Cairns & Bayer, 2009
  - Gattung Caligorgia Wright & Studer, 1889
  - Gattung Callogorgia Gray, 1858
  - Gattung Callozostron Wright, 1885
  - Gattung Calyptrophora Gray, 1866
  - Gattung Canarya Ocana & van Ofwegen, 2003
  - Gattung Candidella Bayer, 1954
  - Gattung Convexella Bayer, 1996
  - Gattung Dasystenella Versluys, 1906
  - Gattung Dicholaphis Kinoshita, 1907
  - Gattung Fanellia Gray, 1870
  - Gattung Fannyella Gray, 1872
  - Gattung Metafannyella Cairns & Bayer, 2009
  - Gattung Microprimnoa Bayer & Stefani, 1989
  - Gattung Mirostenella Bayer, 1988
  - Gattung Narella Gray, 1870
  - Gattung Onogorgia Cairns & Bayer, 2009
  - Gattung Ophidiogorgia Bayer, 1980
  - Gattung Paracalyptrophora Kinoshita, 1908
  - Gattung Paranarella Cairns, 2007
  - Gattung Parastenella Versluys, 1906
  - Gattung Perissogorgia Bayer & Stefani, 1989
  - Gattung Plumarella Gray, 1870
  - Gattung Primnoa Lamouroux, 1812
  - Gattung Primnoeides Studer & Wright, 1887
  - Gattung Primnoella Gray, 1858
  - Gattung Pseudoplumarella Kükenthal, 1915
  - Gattung Pterostenella Versluys, 1906
  - Gattung Pyrogorgia Cairns & Bayer, 2009
  - Gattung Sclerisis Studer, 1878
  - Gattung Thouarella Gray, 1870
  - Gattung Tokoprymno Bayer, 1996
  - Gattung Diplocalyptra Kinoshita, 1908 (auch als Untergattung Thouarella (Diplocalyptra) Kinoshita, 1908)
- Familie Ellisellidae (Gray, 1859)
  - Gattung Ctenocella Valenciennes, 1855
  - Gattung Ellisella Gray, 1858
  - Gattung Junceella Valenciennes, 1855
  - Gattung Nicella Gray, 1870
  - Gattung Riisea Duchassaing & Michelotti, 1864
  - Gattung Tenocella Valenciennes, 1855
  - Gattung Verrucella Milne-Edwards, 1857
  - Gattung Viminella Gray, 1870

## Phylogenie
Eine phylogenetische Analyse der Verwandtschaftsverhältnisse innerhalb der Octocorallia stellt die Ellisellidae als Schwestergruppe der Seefedern (Pennatulacea) insgesamt dar.